# Écrit dans le ciel
Pour plus de détails, voir Fiche technique et Distribution.
Écrit dans le ciel (The High and the Mighty) est un film américain de William A. Wellman, sorti en 1954.
Tourné en CinemaScope, le film est inspiré du roman du même nom de l'écrivain Ernest K. Gann. John Wayne, qui joue dans le film, en est également un des coproducteurs.
Le film retrace les événements au sein d'un groupe de passagers, ainsi que des membres de l'équipage, à bord d'un avion de ligne Douglas DC-4 effectuant un vol transpacifique pendant lequel l'avion subit un dégât majeur, précipitant tous les passagers vers une catastrophe inévitable.
Écrit dans le ciel servit plus tard de modèle pour le genre cinématographique des « films catastrophe » tels que Airport (1970), La Tour infernale (1974) et Titanic (1997). Alors qu'il est souvent catégorisé aussi bien comme un « film dramatique d'aventure » que comme un des tout premiers exemples de « film catastrophe », il fait aussi partie du genre des films à grosse distribution d'ensemble.
Le compositeur Dimitri Tiomkin obtint un Oscars du cinéma pour la chanson-titre du film, The High and the Mighty.

## Synopsis
Le film retrace les drames personnels et les interactions allant crescendo entre les 17 passagers, tout comme les conflits entre les cinq membres de l'équipage du vol de nuit Trans-Orient-Pacific no 420 au départ de Honolulu et en direction de San Francisco. Peu après la moitié du parcours effectué, les passagers du vol sont subitement plongés dans une atmosphère tendue, angoissante et la vie se transforme en réelle épreuve pour chacun à bord à cause d'une défaillance technique de l'appareil.
La première moitié de ce film de longue durée (2 h 27) est consacrée au développement scrupuleux des 22 personnages principaux. Des dialogues, des flashbacks retracent les vies des passagers, notamment les angoisses par rapport aux accidents d'avions en général.
Bien que le TOPAC dispatcher de Honolulu ait informé le capitaine Sullivan que le nombre de passagers à bord (Souls on Board - SOB) s'élève à 21 (16 passagers et 5 membres du personnel), le reste du chargement, 73 000 livres de marchandises à bord au décollage, et une fois l'avion prêt à décoller, un passager de dernière minute, Humphrey Agnew, s'impose à bord sans aucune réservation. Le nombre de passagers est désormais de 17 au décollage.
Peu après le départ, un léger incident alerte le premier officier d'un problème probable de l'appareil. Seule une hôtesse semble avoir remarqué le tremblement d'un miroir.
Après avoir dépassé le point de non retour, un des moteurs explose, et l'hélice perce un réservoir de carburant, la possibilité de rejoindre San Francisco ne tient plus qu'à un fil, l'équipage est divisé entre l'amerrissage ou l'espoir de pouvoir atteindre la terre avant la panne sèche.

## Fiche technique
- Titre : Écrit dans le ciel
- Titre original : The High and the Mighty

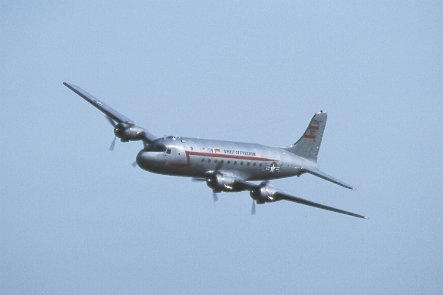
Un Douglas DC-4, semblable à celui du film.

- Réalisation : William A. Wellman, assisté d'Andrew V. McLaglen
- Scénario : Ernest K. Gann
- Production : Robert Fellows (en) et John Wayne
- Société de production : Wayne-Fellows Productions
- Société de distribution : Warner Brothers
- Musique : Dimitri Tiomkin
- Directeur de la photographie : Archie Stout
- Photographie aérienne : William H. Clothier
- Montage : Ralph Dawson
- Effets spéciaux : Robert A. Mattey
- Son : John K. Kean
- Costumes : Gwen Wakeling
- Cascadeur : Tom Hennesy (en)
- Pays de production :  États-Unis
- Langue de tournage : anglais
- Genre : film d'aventure / Drame / film catastrophe
- Durée : 147 minutes
- Format : Couleur (Warnercolor) 2.50 X 1 - Son : 4-Track Stereo | Mono (RCA Sound System)
- Budget :
- Dates de sortie :
  - États-Unis : 3 juillet 1954
  - France : 22 octobre 1954
  - Belgique : 11 mars 1955

## Distribution
- John Wayne (V.F : Raymond Loyer) : Dan Roman
- Claire Trevor (V.F : Lita Recio) : May Holst
- Laraine Day : Lydia Rice
- Robert Stack (V.F : Roland Menard) : John Sullivan
- Jan Sterling (V.F : Nicole Maurey) : Sally McKee
- Phil Harris (V.F : Robert Dalban) : Ed Joseph
- Robert Newton (V.F : Jean Brochard) : Gustave Pardee
- David Brian (V.F : Claude Péran) : Ken Childs
- Paul Kelly (V.F : Gérard Ferrat) : Donald Flaherty
- Sidney Blackmer (V.F : Emile Duard) : Humphrey Agnew
- Julie Bishop : Lillian Pardee
- Pedro Gonzalez Gonzalez (V.F : Jacques Muller) : Gonzales
- John Howard (V.F : Claude Bertrand) : Howard Rice
- Wally Brown (en) (V.F : Jean Clarieux) : Lenny Wilby, navigateur
- William Campbell (V.F : René Arrieu) : Hobie Wheeler
- John Qualen (V.F : Pierre Leproux) : Jose Locota
- David Leonard(V.F : Maurice Dorléac) : scientifique
- John Indrisano (V.F : René Bériard) : Contrôle aérien
- Ann Doran (V.F : Marie Francey) : Clara Joseph
- Paul Fix (V.F : Émile Drain) : Frank Briscoe
- Joy Kim : Dorothy Chen
- George Chandler (V.F : Jean-Claude Michel) : Ben Sneed
- Michael Wellman (V.F : Jackie Gencel) : Toby Field
- Douglas Fowley (V.F : Jacques Erwin) : Alsop
- Regis Toomey (V.F : Jean-Henri Chambois) : Tim Garfield
- Carl Switzer[4] : Ensign Keim
- Robert Keys : Lieutenant Mowbray
- William Hopper (V.F: Marc Valbel) : Roy
- William Schallert (V.F: Pierre Morin) : Dispatcher
- Julie Mitchum : Susie Wilby
- Doe Avedon (V.F : Nelly Benedetti) : Miss Spalding
- Karen Sharpe : Nell Buck
- Douglas Kennedy (V.F : Georges Aminel) : Boyd, reporter
- John Smith : Milo Buck
- Robert Easton (V.F : Jacques Thébault) : l'employé de l'aéroport chargé du fret

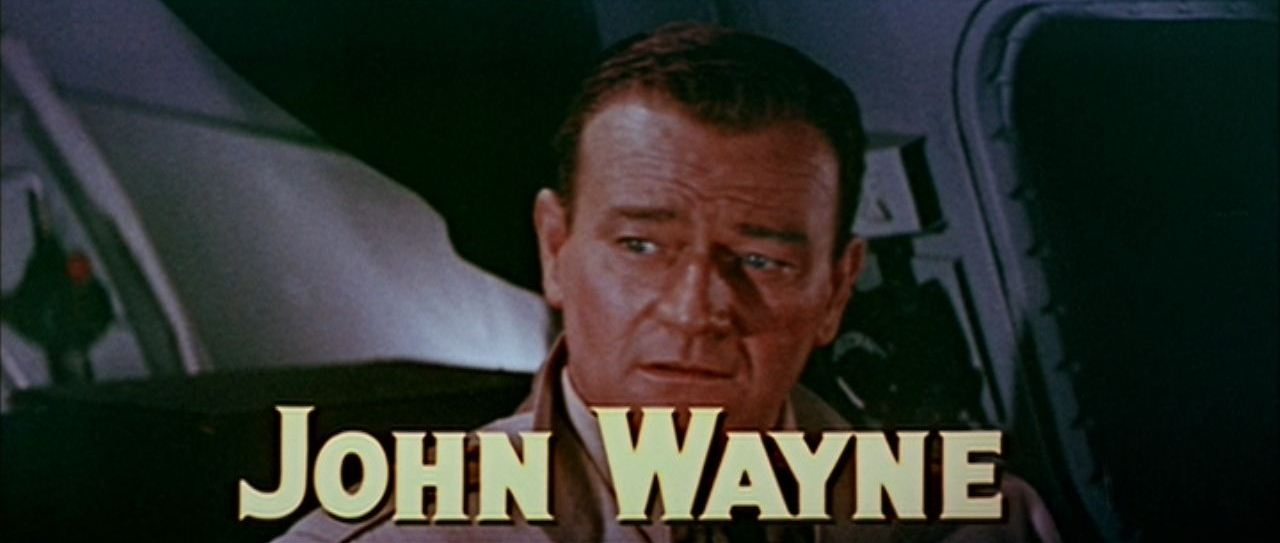
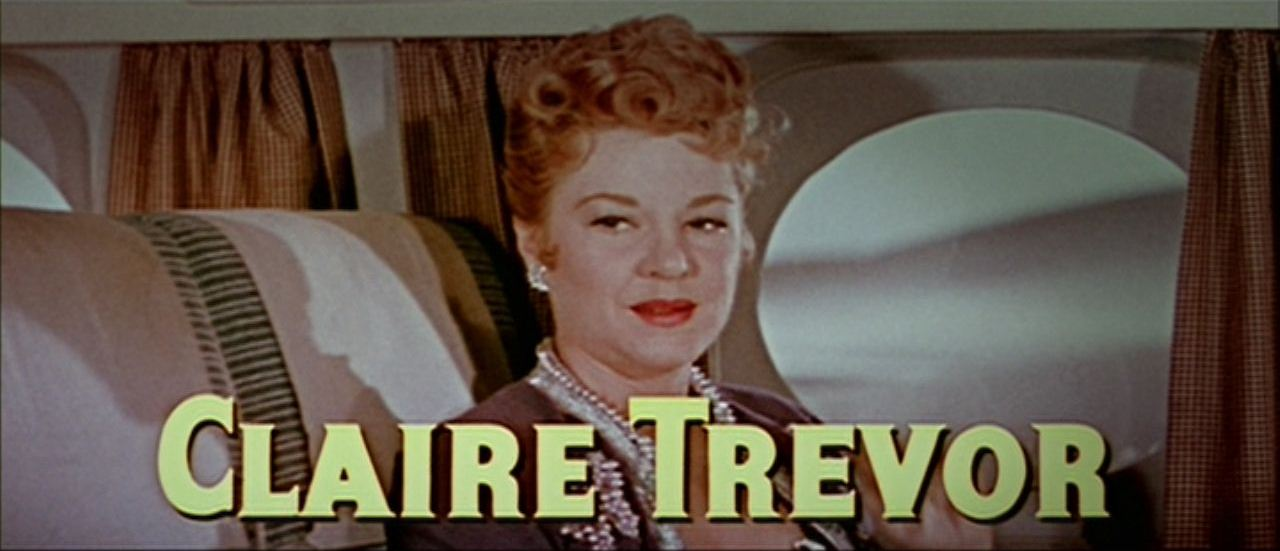
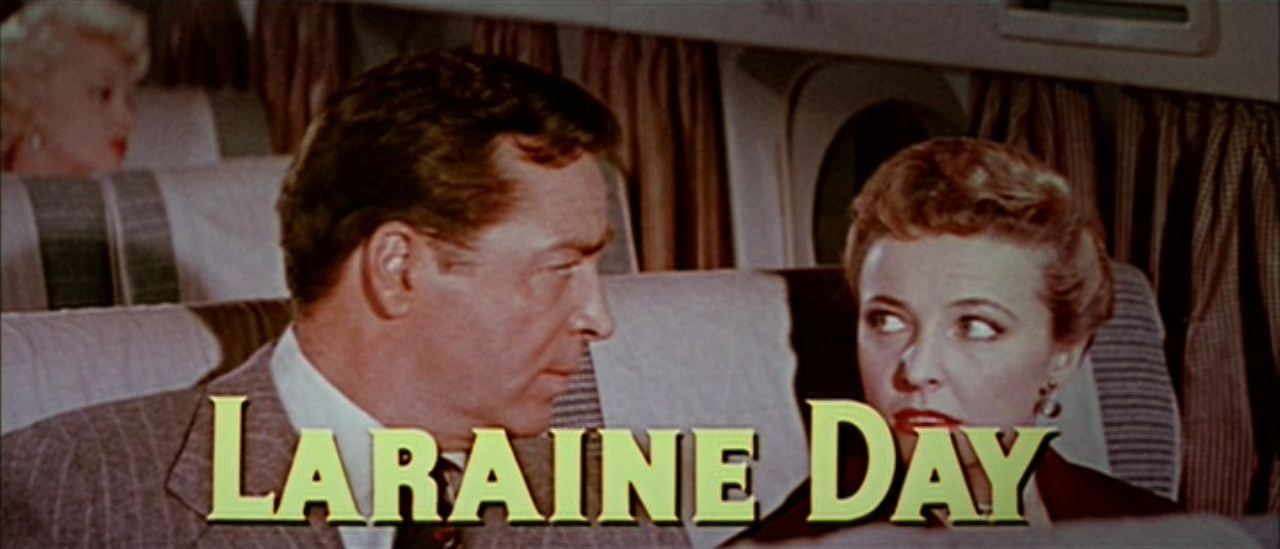
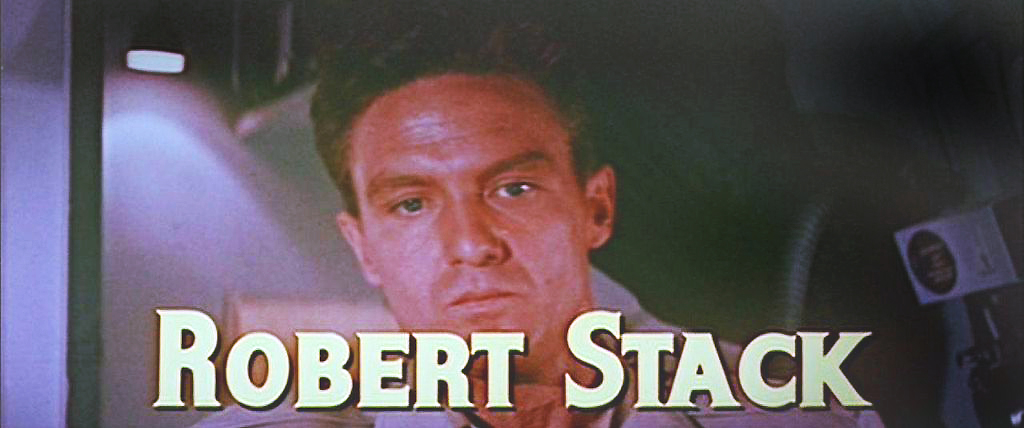
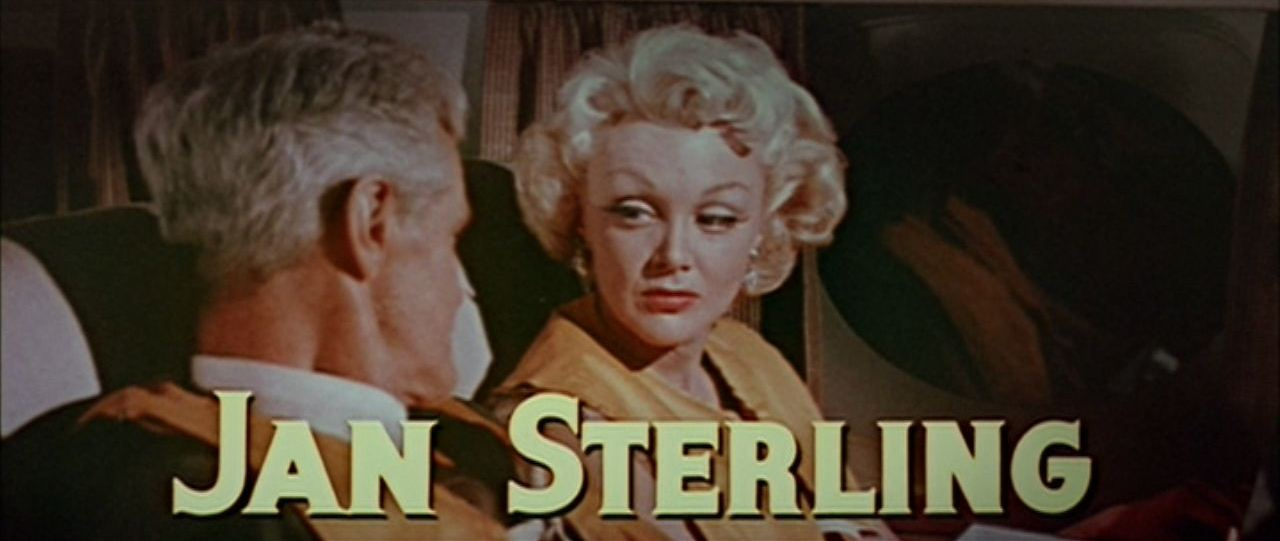
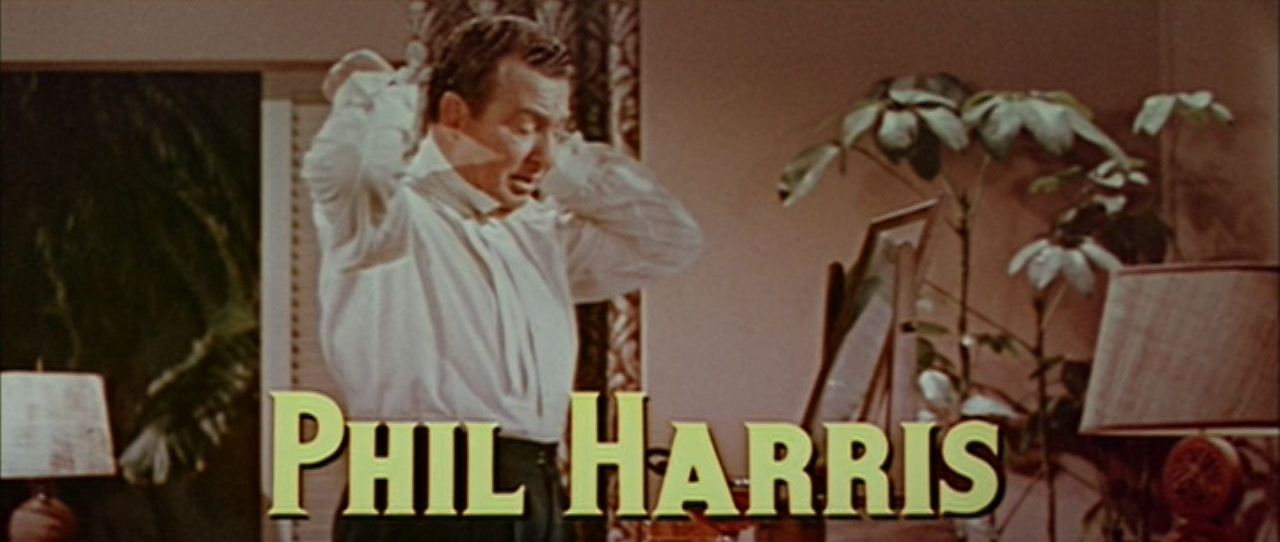
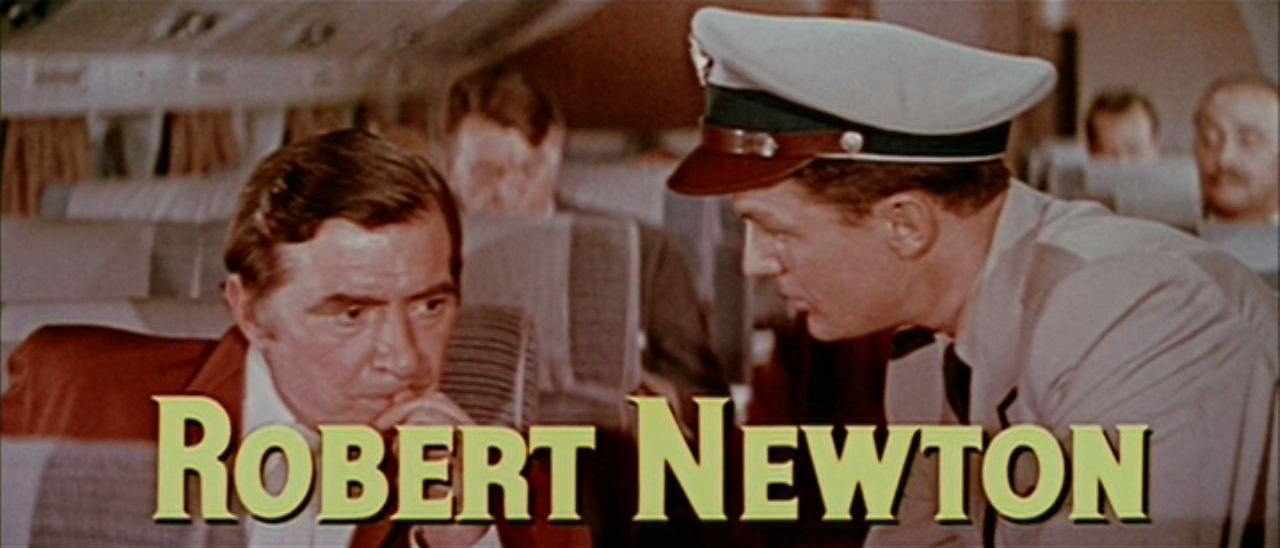
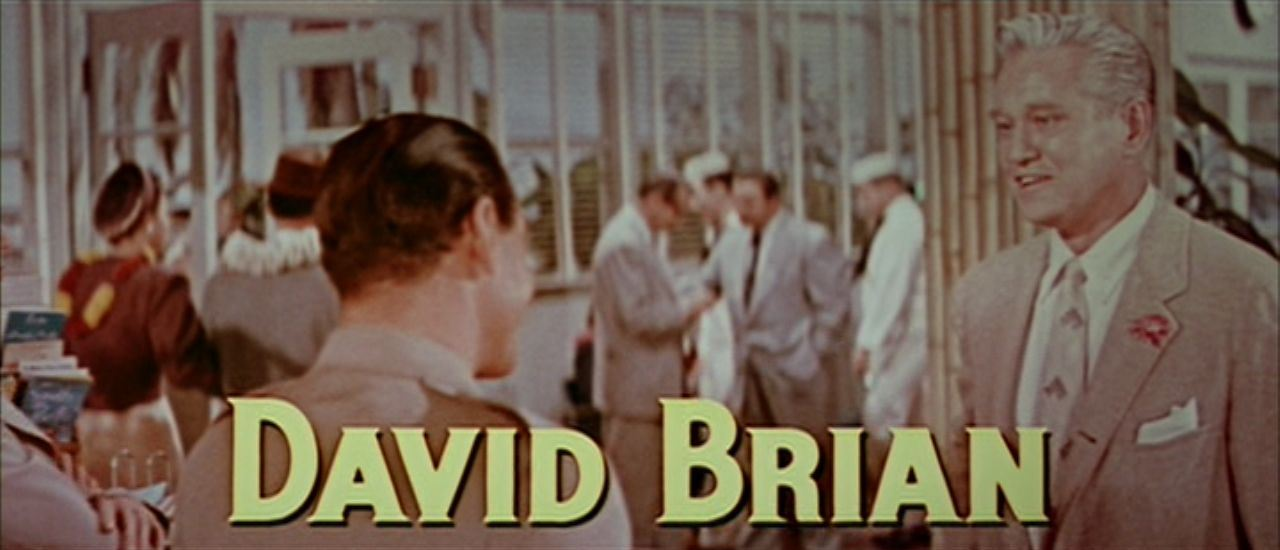
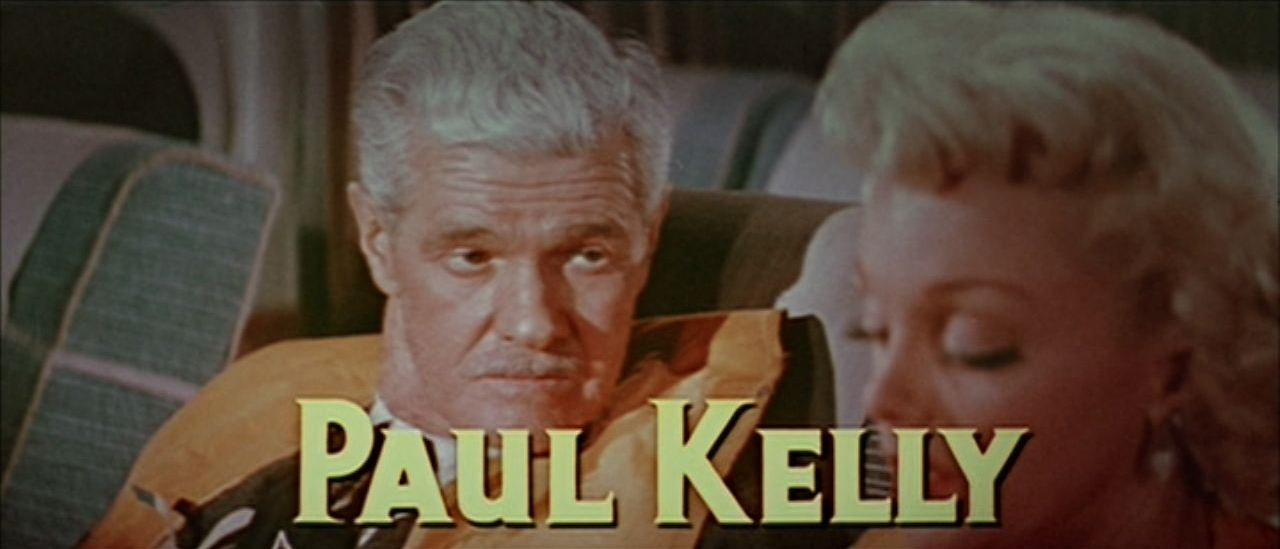
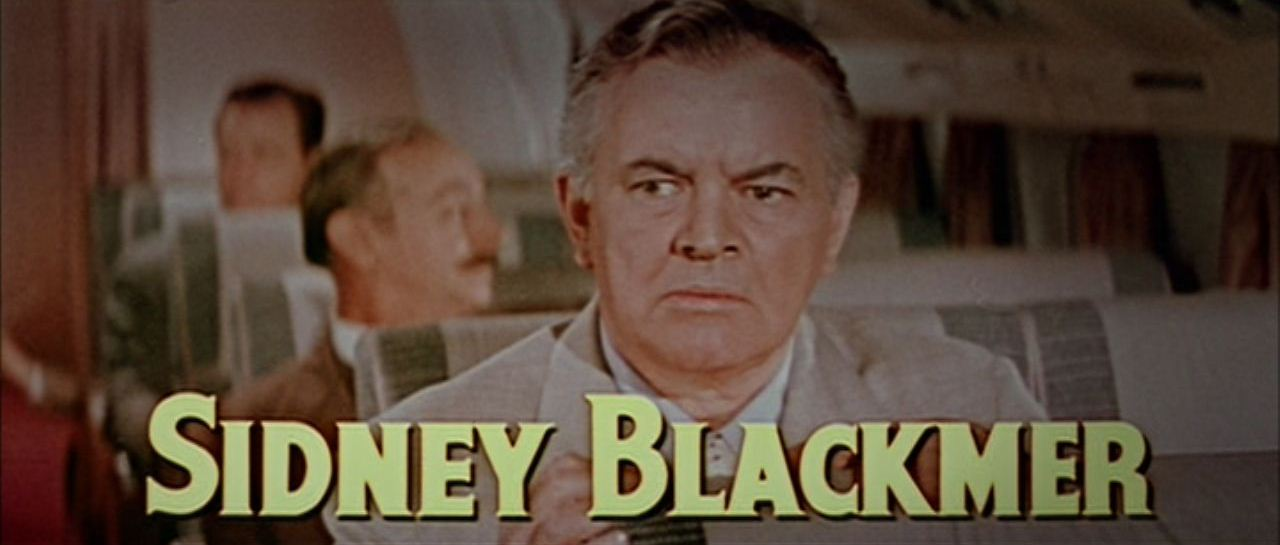
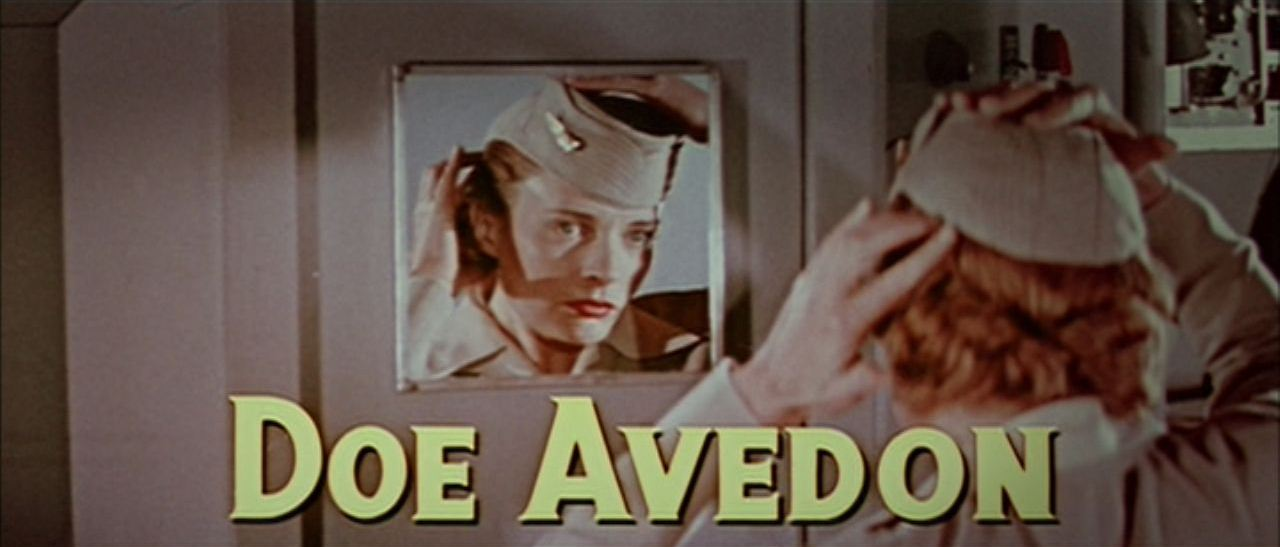

- Philip Van Zandt : M. Wilson

## Production

### Attribution des rôles
Les problèmes de casting ont tourmenté la production du film.
Après que Spencer Tracy fut choisi pour diriger le « projet », très peu de temps avant le début de la préproduction, John Wayne, plus reluisant que jamais, accepta le rôle. Wayne promit le second rôle du pilote à son ami Robert Cummings dont c'était le métier, en accord avec les recommandations de Wellman. Mais la rencontre avec l'acteur Robert Stack a convaincu Wellman qu'une personne étrangère au métier de pilote pourrait tout autant représenter le drame d'un conflit dans un cockpit d'avion.

## Distinctions

### Récompenses
Oscars du cinéma 1955 :
- Oscar de la meilleure musique de film pour Dimitri Tiomkin.

Golden Globes 1955 :
- Golden Globe de la meilleure actrice dans un second rôle pour Jan Sterling.

### Nominations
Oscars du cinéma 1955 :
- nomination à l'Oscar du meilleur film pour Ralph Dawson.
- nomination à l'Oscar du meilleur réalisateur pour William A. Wellman.
- nomination à l'Oscar de la meilleure actrice dans un second rôle pour Jan Sterling.
- nomination à l'Oscar de la meilleure actrice dans un second rôle pour Claire Trevor.
- nomination à l'Oscar de la meilleure chanson originale pour Dimitri Tiomkin et Ned Washington.

## Éditions en vidéo
Le film est sorti sur le support DVD en France dans deux éditions :
- Ecrit dans le ciel Edition collector (2 DVD-9 Keep Case) :

édité par Paramount Pictures et distribué par Paramount Home Entertainment France le 5 juin 2007. Le ratio écran est en 2.55:1 cinémascope 16:9 compatible 4:3. L'audio est en Français, Anglais et Espagnol 5.1 Dolby Digital avec présence de sous-titres français, anglais, néerlandais et espagnols. La copie a été restaurée et remastérisée. Le film est d'une durée de 2 h 21. Sur le premier disque en bonus la présentation du film par Léonard Maltin ainsi que les commentaires audio de Léonard Maltin, William Wellman Jr., Pedro Gonzales-Gonzales et Vincent Longo. Sur le second disque en suppléments : la présentation de Léonard Maltin, l'histoire de la Batjac - 1ère partie : 1951-1963, les anecdotes de tournage, documentaire sur William Wellman, la musique et l'univers de Dimitri Tiomkin, la restauration du film, une place dans l'histoire du cinéma, Ernest K. Gann - aventurier, auteur & artiste, voler dans les années 50, 3 bandes annonces, images de l'avant-première, galerie de photos. Il s'agit d'une édition Zone 2 Pal.
- Ecrit dans le ciel Edition simple (DVD-9 Keep Case) :

édité par Paramount Pictures et distribué par Paramount Home Entertainment France le 2 septembre 2008. Le ratio écran est en 2.55:1 cinémascope 16:9 compatible 4:3. L'audio est en Français, Anglais et Espagnol 5.1 Dolby Digital avec présence de sous-titres français, anglais, néerlandais et espagnols. La copie a été restaurée et remastérisée. Le film est d'une durée de 2 h 21. En bonus la présentation du film par Léonard Maltin ainsi que les commentaires audio de Léonard Maltin, William Wellman Jr., Pedro Gonzales-Gonzales et Vincent Longo. Il s'agit d'une édition Zone 2 Pal.